# Igreja de Santa Beatriz (Quatro Ribeiras)

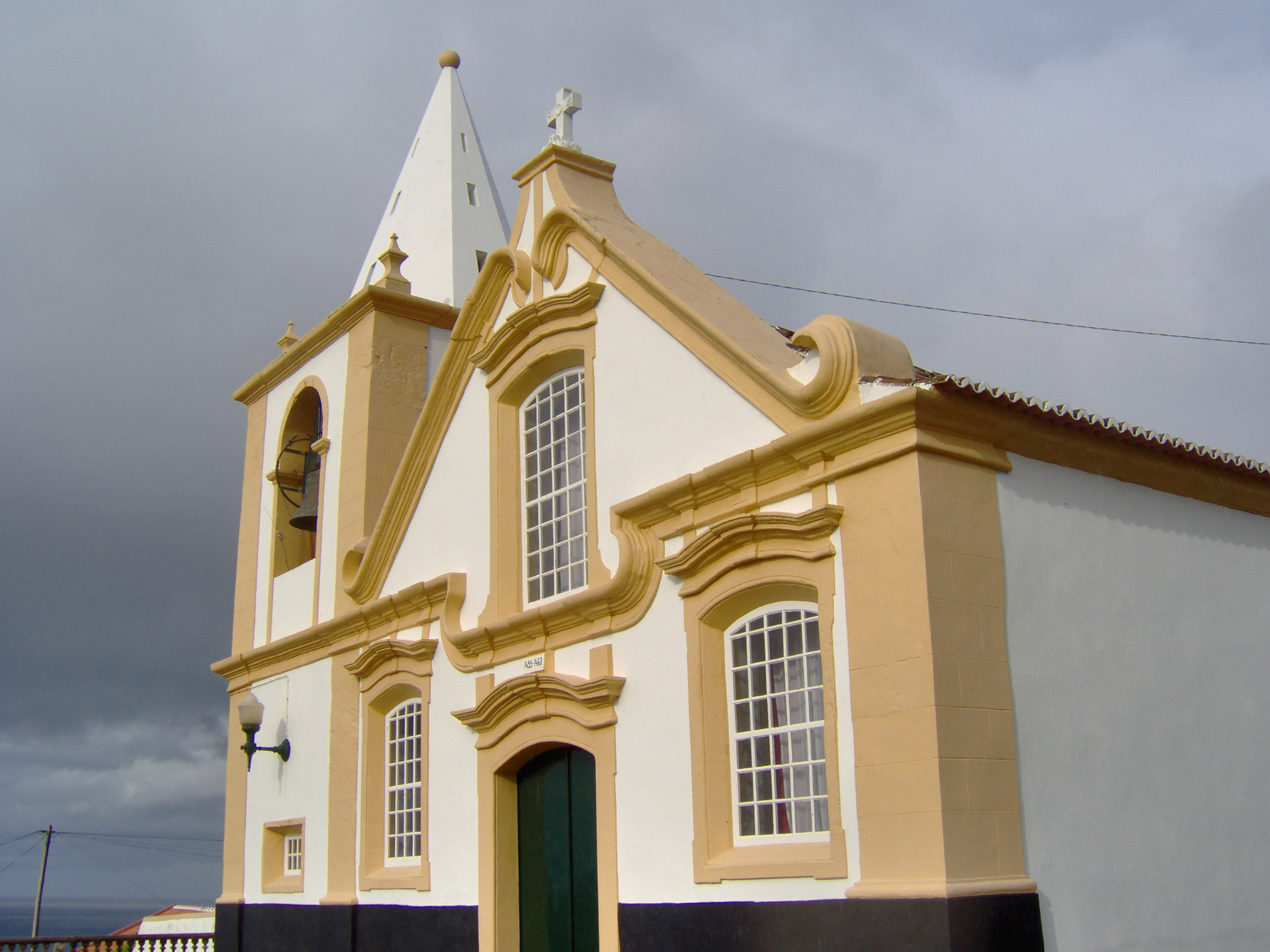
Igreja de Santa Beatriz, Quatro Ribeiras.

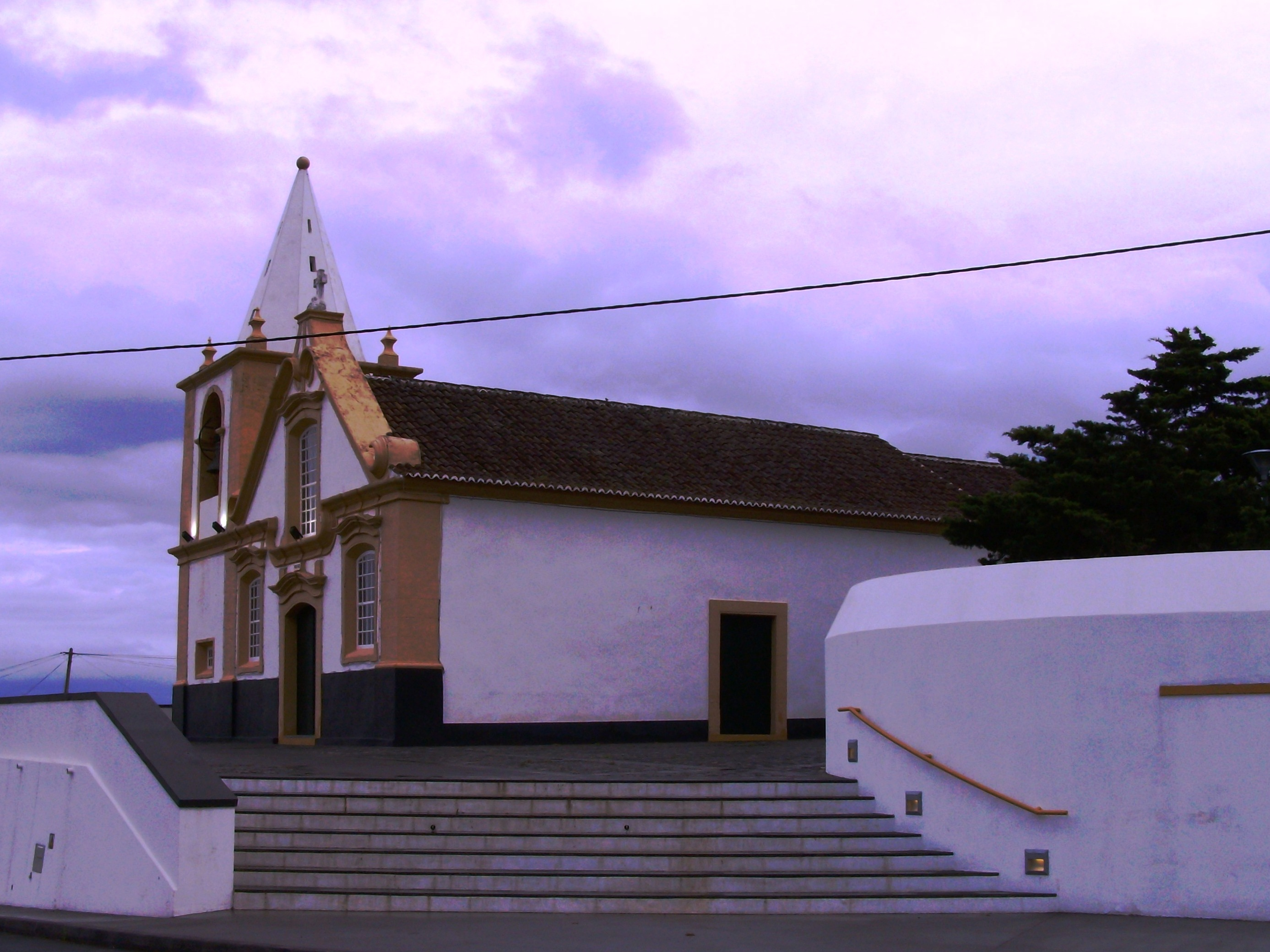
Igreja de Santa Beatriz.

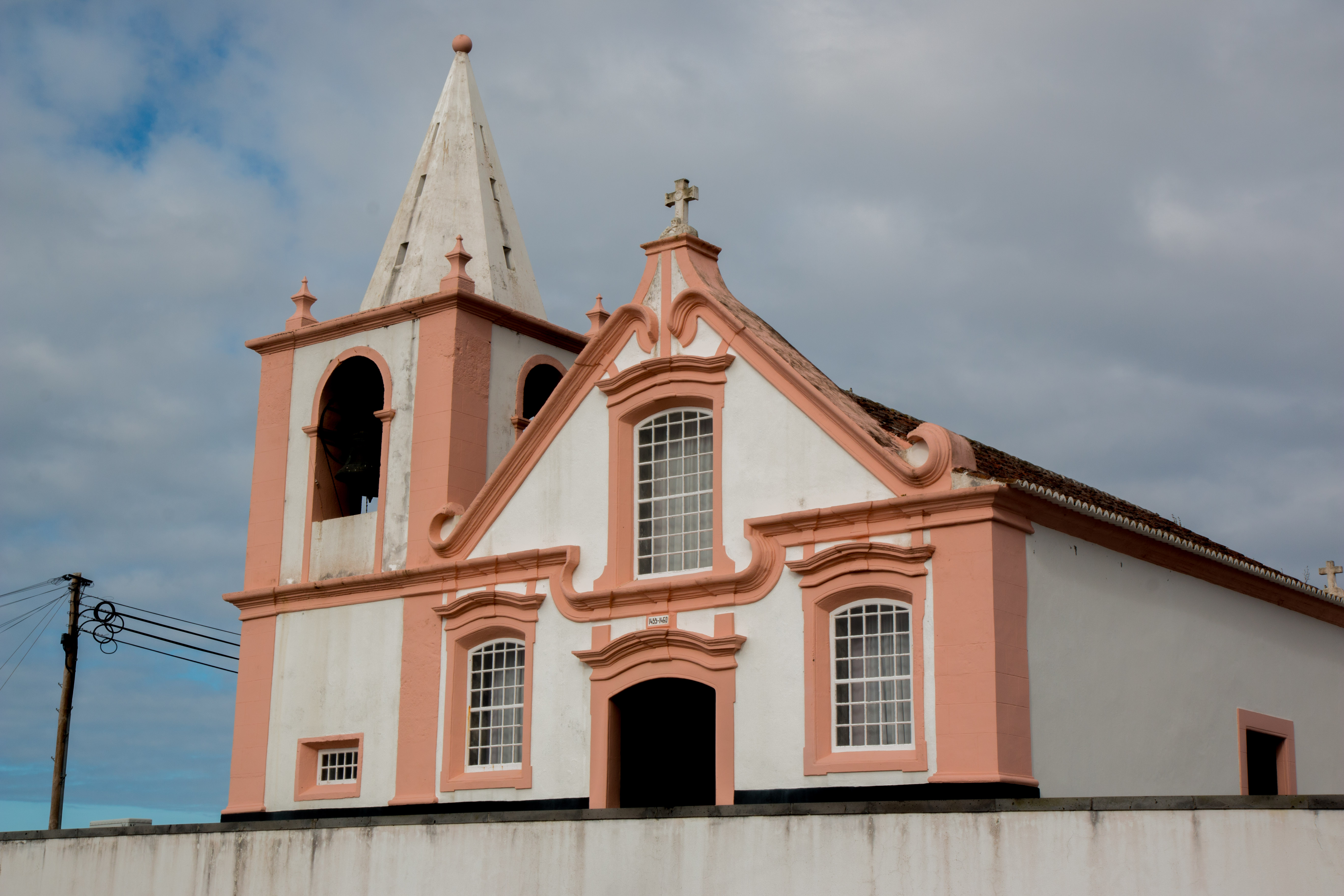
Igreja de Santa Beatriz - Quatro Ribeiras

A Igreja de Santa Beatriz localiza-se na freguesia das Quatro Ribeiras, concelho da Praia da Vitória, na ilha Terceira, nos Açores.

## História
Erguida entre 1455 e 1460, conforme inscrição epigráfica sobre a portada como forma de invocação da santa padroeira da freguesia, a Santa Beatriz.
Sofreu obras de remodelação no século XVII.
Segundo um rol publicado pelo Bispado de Angra do Heroísmo, ficou muito danificada pelo terramoto de 1 de Janeiro de 1980.
Encontra-se classificada como Imóvel de Interesse Público pela Resolução nº 98/80, de 16 de Setembro, do Governo Regional dos Açores. Faz parte do Inventário do Património Histórico e Religioso da Praia da Vitória.

## Características
A sua edificação é formada pelo corpo das naves, pelo corpo da capela-mor, pela torre sineira e por dois corpos adossados à capela-mor, um de cada lado, junto ao topo do corpo das naves.
A fachada principal desta igreja é baixa estando delimitada de ambos os lados por fortes cunhais. Apresenta uma porta axial com uma janela de cada lado, tendo as vergas maior altura que a porta. Existe ainda outra janela sobre a porta que se encontra encaixada no frontão.
Este frontão encontra-se separado da parte inferior da fachada por uma cornija que, devido ao facto de estar rebaixada no terço central, serve de parapeito à grande janela do tímpano. Os dois lados superiores do frontão referido são delimitados por volutas e o vértice encontra-se rematado por uma cruz. Os vãos da fachada do edifício têm molduras recortadas com chanfro boleado no intradorso e vergas curvas encimadas por cornijas.
A torre sineira encontra-se situada à esquerda da fachada e está dividida em dois pisos pelo prolongamento da cornija. Os vãos onde os sinos se encontram são rematados em arcos de volta perfeita assentes em impostas.
O piso superior é também rematado por uma cornija, tem pináculos nos ângulos e é encimado por um coruchéu de forma piramidal octogonal vazado, com pequenos orifícios quadrangulares e uma esfera no vértice superior. No ângulo da torre com fachada a lateral esquerda do corpo das naves existe um corpo de planta quadrangular, construído em alvenaria de blocos de cimento rebocada e pintada de branco, onde existe o acesso ao piso superior da referida torre.
Esta igreja tem o interior dividido por três naves separadas por arcadas, cada uma de cinco arcos de volta inteira, sendo que o par de colunas mais próximo da capela-mor é alteado e assente em capitéis. As colunas são de secção quadrangular.
Do lado do evangelho há um púlpito cujo balcão foi feito em cantaria e a guarda em madeira. O acesso é feito por uma escada de pedra que sobe em torno do respectivo pilar. A mísula inferior deste balcão encontra-se decorada lateralmente por elementos vegetalistas desenhados em alto-relevo que terminam em voluta.
É, na sua grande maioria, construída em alvenaria de pedra rebocada e caiada a cal de cor branca com a excepção do exterior, do soco, dos cunhais, das pilastras, das cornijas e das molduras dos vãos que são em cantaria pintada de amarelo e preto.
No interior, as colunas de suporte, os capitéis, os arcos e as molduras dos vãos são em cantaria à vista de cor cinza. Os tectos da igreja, são de três esteiras na nave central e duas esteiras nas laterais, são de edificação recente e foram feito madeira.
Os tectos são de duas águas, em telha de meia-cana tradicional dos Açores e rematados por beirais simples.
No adro da igreja existe uma fonte com planta hexagonal, tendo esta fonte com um cruzeiro no centro.